# Битва под Голькувом
Битва под Голькувом (польск. Bitwa pod Gołkowem) произошла 9-10 июля 1794 года во время восстания под руководством Тадеуша Костюшко близ Пясечно.

## Перед сражением
После проигранных двух сражений — 6 июня под Щекоцинами и 8 июня под Хелмом — Костюшко нужен был успех. Его первоначальный план состоял в том, чтобы сосредоточить крупную армию и разгромить одну из двух основных армий противника, направлявшихся на Варшаву. Сосредоточение этих войск закончилось в ночь с 16 на 17 июня, когда Костюшко имел под своим командованием 20 тысяч человек. Однако он получил известие об угрозе Кракову. После первоначальной идеи прийти на помощь базе восстания и использовать эту экспедицию для разделения основных сил противника, он быстро отказался от этого плана, создав новую и окончательную концепцию обороны. Краковом пришлось пожертвовать ради защиты Варшавы. Был создан оборонительный кордон, способный защитить столицу с юга, востока и запада. 
Придерживаясь его плана, по которому войска повстанцев должны были вступить в решающее сражение на подступах к Варшаве, генерал-лейтенант Юзеф Зайончек, командовавший дивизией (7600 солдат), должен был прикрывать путь, ведущий на городок Рашин. С этой целью он 7 июля занял оборонительную позицию к северу от Голькува, вблизи Пясечно.
Основные прусские силы подошли к Тарчину. Вскоре в этой район стал подходить и русский корпус (около 13 000 солдат) под командованием генерал-поручика И. Е. Ферзена. Авангард русских сил во главе с генерал-майором Ф. П. Денисовым утром 9 июля достиг Зелены-Млына. Не дожидаясь прибытия своего начальника генерала Ферзена, он решил не выполнять его приказа о захвате дамбы через Езерку, которая давала бы свободу действий обеим сторонам, и начал наступательные действия, хотя и не имел численного преимущества.

## Ход сражения
Около полудня конные отряды Денисова атаковали правое крыло польской дивизии Зайончека, но бригады генерала Антония Мадалинского контратаковали, отбросив русские войска вглубь леса под Бобровцем. Примерно в 17 часов с главными силами русской армии подошёл генерал-поручик И. Е. Ферзен. Начался главный штурм польских позиций при поддержке артиллерии. Русские вновь атаковали правое крыло, где, связав польские войска собственной кавалерией, попытались переправить через лес несколько сотен казачьих добровольцев в тыл противника. Однако поляки отразили вражескую атаку. 
Тогда русские решили направить свои усилия на левый фланг польской обороны, который был занят достаточно легко. Этот участок дрогнул, но подошедшие бригада Копца и косиньеры отбили и эту атаку. Наступление темноты прекратило сражение. 
Ещё до рассвета следующего дня сражения части Денисова попытались захватить дамбу в Язгажево и дворец, стоявший в 500 метрах перед основной линией польского левого крыла. Прорвав заставы, расположенные в Голкове, они был в нескольких десятках шагов от дворца, когда их встретил ураганный артиллерийский огонь. Два часа противник стоял почти на одном месте под артиллерийской стрельбой. 
Ситуация изменилась после прибытия примерно в 6 часов частей генерал-майора А. И. Хрущова общей численностью около 5000 человек, которые совершили фланговый маневр и заняли Язгажев. Русские разместили орудия на противоположном холме и точным огнем поражали поляков. Генерал Зайончек, не имея другого выбора, кроме как выполнить свое стратегическое обязательство удерживать позицию в течение одного дня, около 7.30. отдал приказ об отступлении.

## Результаты
Тадеуш Костюшко, получив информацию об отступлении Зайончека, оторвался от прусских войск, с которыми он сражался под Рашином, и двинулся в сторону Варшавы. Он приказал Мокроновскому сделать то же самое. Позже он отказался от генеральной битвы под стенами Варшавы и решил вступить в борьбу за линией городских укреплений.